# Aécio Neves
Aécio Neves da Cunha, né le 10 mars 1960 à Belo Horizonte, est un économiste et homme d'État brésilien, membre du Parti de la social-démocratie brésilienne.
Il est le 17e gouverneur de Minas Gerais du 1er janvier 2003 au 31 mars 2010. Il est sénateur du même État jusqu'en mai 2017, date à laquelle il est destitué pour corruption. Il est aussi le petit-fils de l'ancien président brésilien Tancredo Neves, avec lequel il a eu ses premières expériences politiques.
Neves est le premier gouverneur de l'histoire de Minas Gerias à être élu au premier tour électoral. Il obtient 5 282 943 voix (57,68 % des suffrages exprimés), ce qui est le plus grand nombre de votes pour une élection de l'État dans l'histoire de Minas Gerais. Il est également député fédéral et secrétaire pour les affaires spéciales de la présidence brésilienne avant la mort du président élu Tancredo Neves.
Il est battu par la présidente sortante, Dilma Rousseff, au second tour de l'élection présidentielle brésilienne de 2014.

## Jeunesse, éducation et carrière
Aécio Neves, né le 10 mars 1960 à Belo Horizonte, dans l'État de Minas Gerais, est le fils de l'homme politique Aécio Cunha et d’Inês Maria Neves. Il est issu d'une famille d'hommes politiques traditionnels dans le Minas Gerais. Son grand-père maternel, Tancredo Neves, est un personnage clé dans le rétablissement de la démocratie au Brésil. Il est gouverneur du Minas Gerais et est élu via un collège électoral. Tancredo Neves meurt avant d'assumer la fonction présidentielle. Le grand-père paternel de Neves, Tristão Ferreira da Cunha, et son père Aécio Cunha sont membres du Congrès représentant l'État de Minas Gerais. Il a une sœur aînée d'un an, Andrea, engagée en politique à ses côtés.
Neves s'installe à Rio de Janeiro avec ses parents à l'âge de 10 ans. Il a son premier emploi au sein du Conseil administratif pour la défense économique du ministère de la Justice à Rio de Janeiro Conselho Administrativo de Defesa Econômica - CADE. En 1981, son grand-père maternel convainc Neves de revenir à Belo Horizonte. Il déménage dans un appartement que partageaient son grand-père maternel et son père et a été transféré à l'université pontificale catholique du Minas Gerais, où il s'est spécialisé en économie.

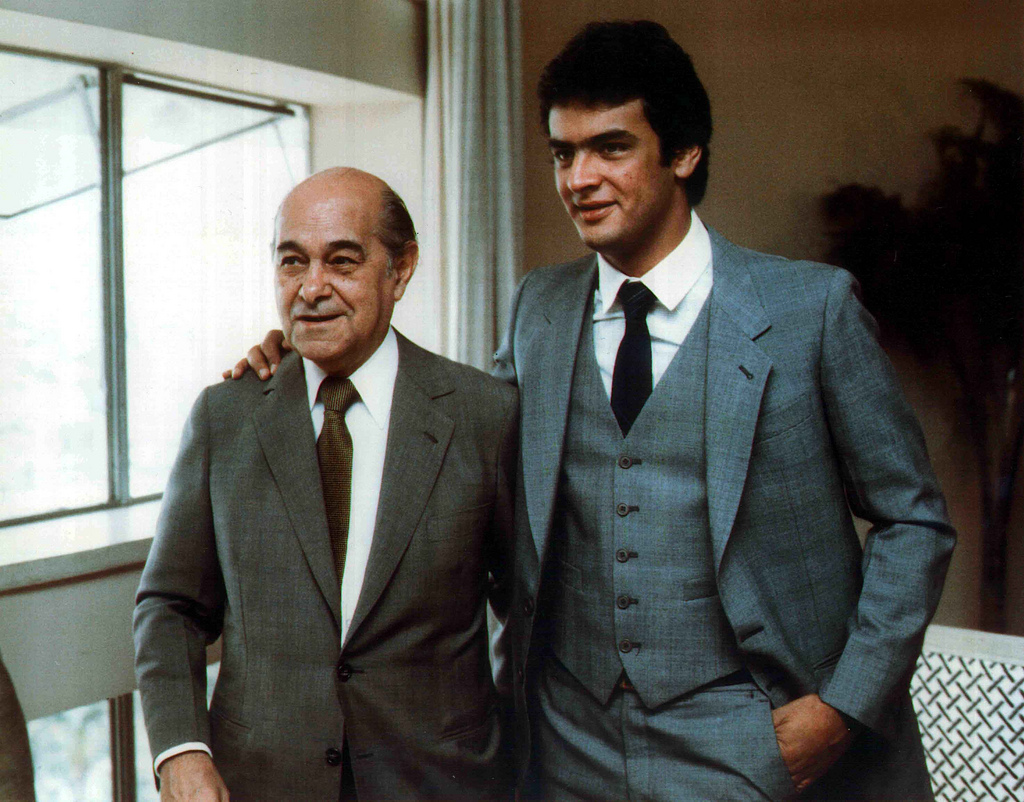
Aécio Neves, secrétaire particulier de son grand-père maternel, Tancredo Neves (1983).

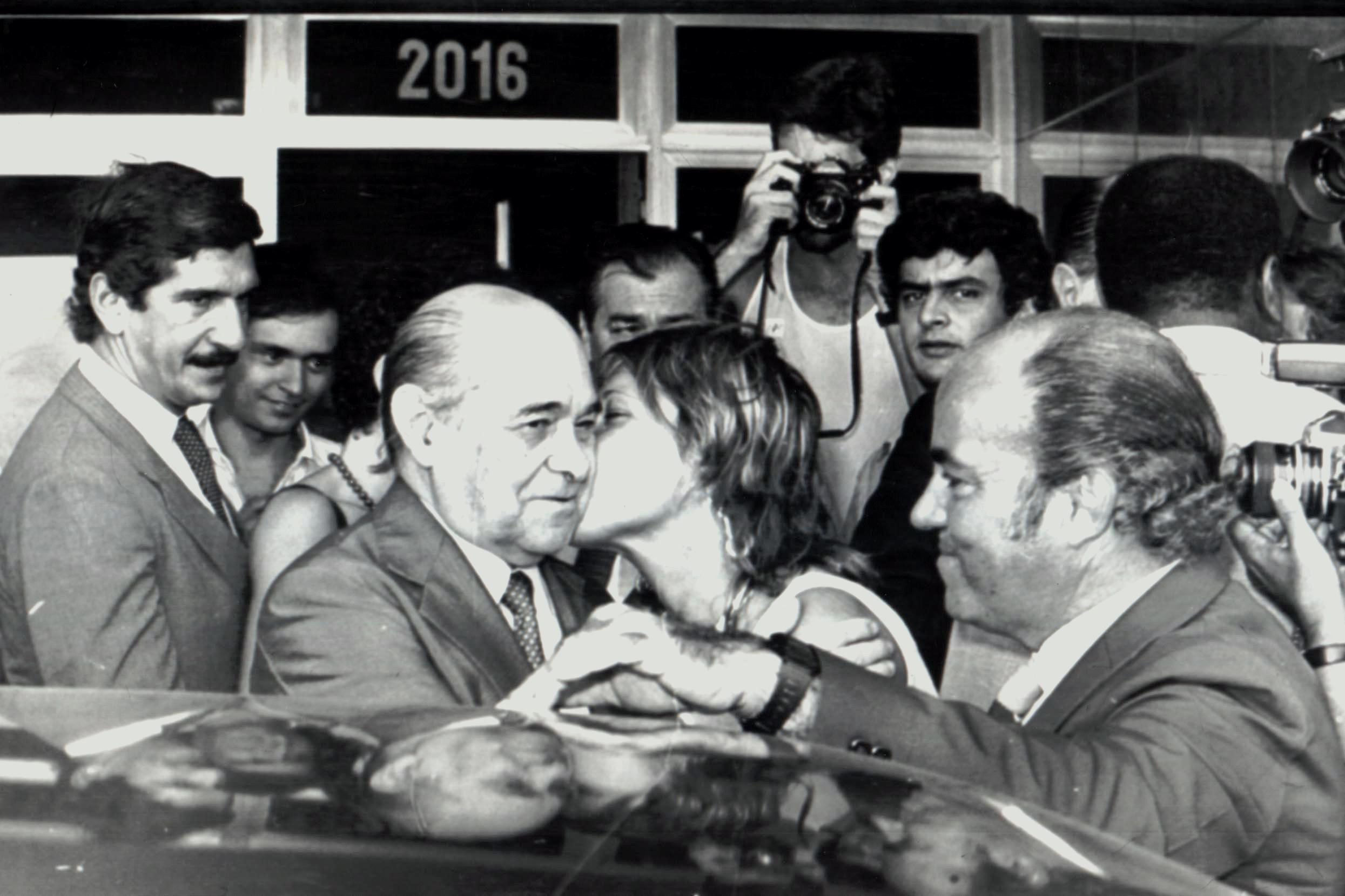
En arrière-plan, près du photographe : Aécio Neves.

En 1982, à Belo Horizonte, Aécio commence à travailler pour la campagne de son grand-père pour la gouvernance de l'État. Il participe à des réunions et des rassemblements dans plus de trois cents villes. Tancredo Neves est élu gouverneur, et en 1983, Aécio est invité en tant que secrétaire privé du gouverneur de Minas Gerais. Pendant les années suivantes, Aécio participe au mouvement "Diretas ja" et à la campagne présidentielle de Tancredo Neves,.
En 1985, Tancredo Neves est élu à la présidence brésilienne par le collège électoral. Neves est nommé secrétaire des affaires spéciales de la présidence par le président élu Tancredo Neves. Tancredo Neves meurt avant son entrée en fonction, et la nomination d'Aécio Neves est annulée lorsque le vice-président José Sarney prend la présidence brésilienne. Aécio Neves est ensuite nommé directeur de la Caixa Econômica Federal.

## Carrière législative

### Membre du Congrès
Aécio Neves représente Minas Gerais au Congrès pendant quatre mandats. En 1986, il est dans l'Assemblée d’électeurs en tant que membre du Parti du mouvement démocratique brésilien Parti démocrate brésilien du mouvement. Il obtient 236 019 votes, ce qui est à l'époque le plus grand nombre de votes pour un député élu à Minas Gerais. Dans l'assemblée d'électeurs, il est vice-président de la souveraineté et des droits et garanties des hommes et des femmes, et est également l'un des auteurs de l'amendement qui autorise le vote à 16 ans au Brésil,.
En 1990, il est élu député pour un nouveau mandat. Dans son deuxième mandat 1991-1995, il vote pour la destitution du président Fernando Collor de Melo. En 1992, Aécio est candidat à la mairie de Belo Horizonte, mais il perd. C'est sa seule défaite électorale. Neves est réélu au Congrès pour un troisième mandat en 1994. Le mandat dure de 1995 à 1998, au cours duquel il est élu président du PSDB de Minas Gerais. En 1997, il devien t le chef de file du PSDB au Congrès.

### Président de la Chambre des députés
Neves est élu président de la Chambre des députés en 2001, contre Aloizio Mercadante (PT- SP), Inocente Oliveira (PFL- PE), Valdemar Costa Neto (PL -SP) et Nelson Marquezelli (PTB- SP). Il reçoit plus de votes que tous ses concurrents réunis. Il est président du Congrès du 14 février 2001 jusqu'au 17 décembre 2002. En tant que président de la Chambre des députés, il assure l'intérim de la présidence de la République à partir du 26 juin 2001.

### Sénateur

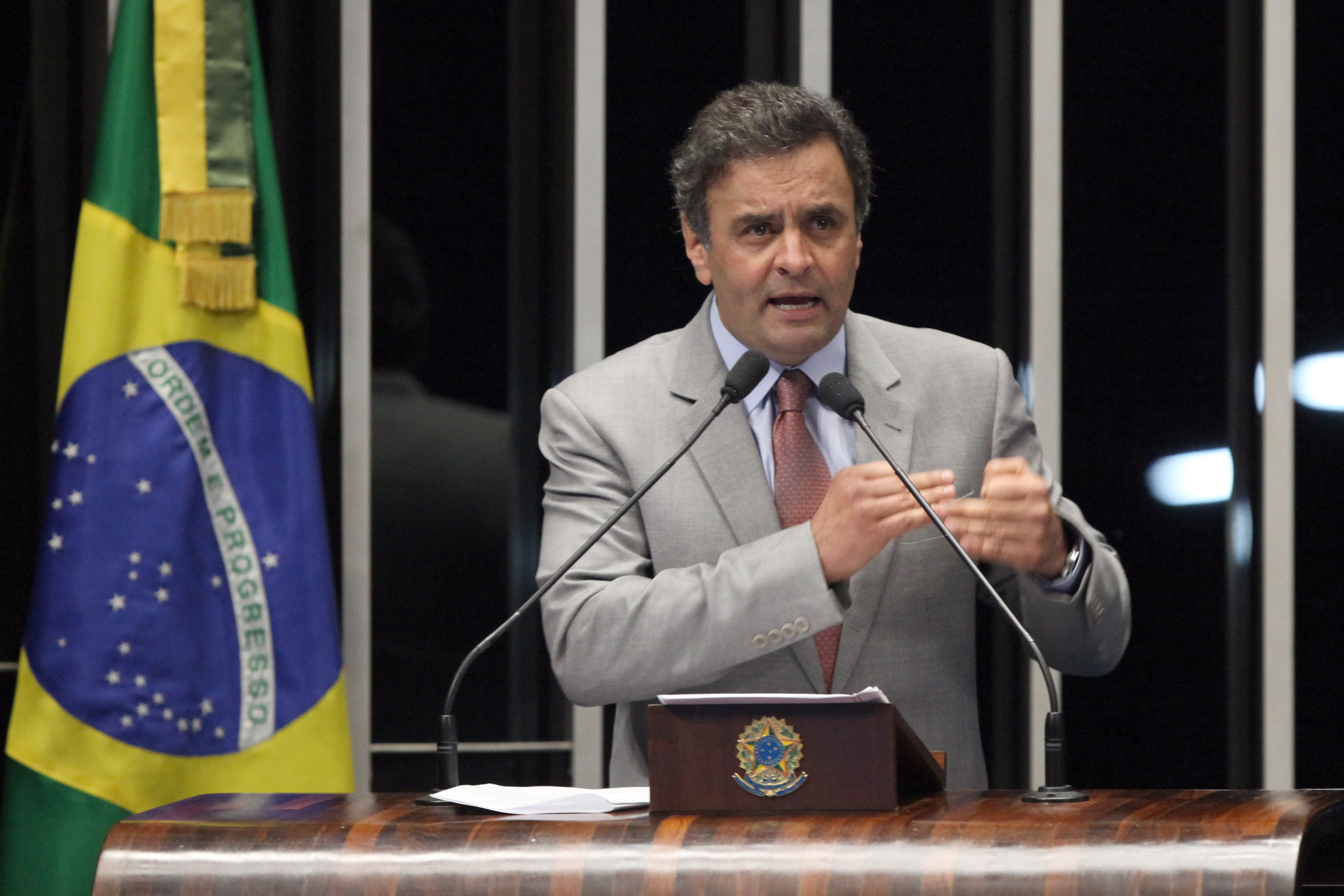
Aécio Neves, à la tribune du sénat fédéral (2013).

Neves, avec l'aide de l'ancien président Itamar Franco, est élu sénateur le 3 octobre 2010, avec 7 565 377 votes. Son successeur au poste de gouverneur de Minas Gerais, Antonio Anastasia, est également élu la même année.
Neves est membre du Comité du Sénat sur la réforme politique, des affaires constitutionnelles, de la justice et de la citoyenneté. Il participe à la Commission des Affaires Economiques. Ses initiatives sont le support d'un accord bipartite servant à renforcer le pouvoir législatif et à changer les règles pour l'édition et le traitement des mesures provisoires au Congrès (PMS).
En partenariat avec le membre du Congrès Gabriel Chalita (PMDB-SP) et le sénateur Lindbergh Farias (PT-RJ), Neves assiste au lancement du Front parlementaire pour son adoption en juin 2011. L'initiative est non partisane et vise à mobiliser la société et les gouvernements à travers des politiques et des actions visant à encourager l'adoption des enfants et des adolescents au Brésil.

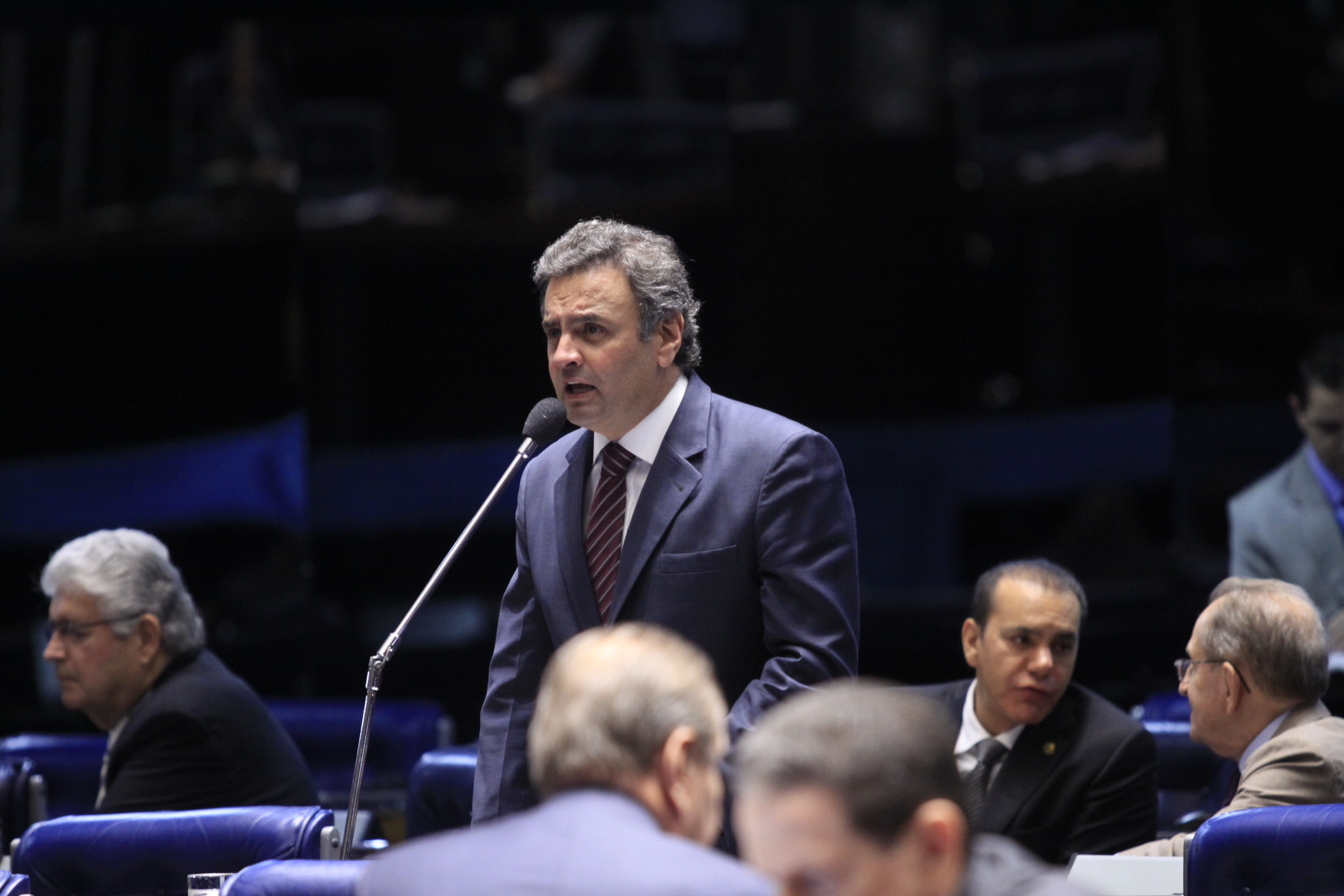
Aécio Neves au Sénat fédéral (2013).

Le Front présente trois projets. Le premier assure un congé de maternité de 120 jours pour les mères qui adoptent des enfants ou des jeunes de tout âge. La proposition garantit également que les hommes qui dirigent les processus d'adoption peuvent recevoir 120 jours de congé de paternité. Le Front propose aussi que des organismes voués à la protection des droits des enfants et des adolescents peuvent présenter l'action civile; un outil procédural qui vise à défendre la société. Un autre projet permet aux citoyens de déduire de l'Impôt sur le Revenu des entreprises, les dons faits à des organismes à but non lucratif qui fournissent des soins en établissement pour les enfants et les services de l'adolescent.
Au Sénat, Neves avec Cassio Cunha Lima, Alvaro Dias, Aloysio Nunes Ferreira, Pedro Simon, Randolfe Rodrigues, Pedro Taques et d'autres s'opposent au gouvernement de la présidente brésilienne Dilma Rousseff.
En tant que parlementaire, Neves préconise l'élaboration d'un nouveau pacte fédéral, le renforcement de l'action parlementaire à la limitation de l'utilisation de mesures conservatoires, la réduction des impôts et le changement dans le calcul utilisée pour le paiement des redevances minières.
Toujours pendant sa première année en tant que sénateur, Neves présente le projet de loi du Sénat no 717, qui prévoit des allègements fiscaux à l'assainissement, une promesse de campagne de la présidente Dilma Rousseff pour les entreprises qui étaient encore insatisfaites. Au Brésil, les entreprises d'assainissement dépensent plus à payer les impôts plutôt qu'à faire des investissements,. Neves est également l'auteur du projet de loi du Sénat n °698 en 2011, ce qui rend le passage minimale de l'Union à 70 % des fonds de la Caisse nationale de la sécurité publique (FNSP) et le Fonds national pénitentiaire (FUNPEN) pour les États brésiliens et le District fédéral,.
Une autre proposition d'Aécio (PLS # 697 en 2011) dans l'éducation, permet aux employeurs qui paient des cours aux employés d'avoir une possible réduction sur l'impôt sur le revenu des sociétés,.
En tant que sénateur, Aécio Neves participe à des discussions sur la renégociation de la dette de l'État avec l'Union et a présenté un projet de loi qui réduit les frais d'intérêt aux États qui sont aujourd'hui plus élevés que ceux pratiqués par le gouvernement fédéral lui-même envers les entreprises privées,.
Neves est également l'auteur de projet d'amendement à la Constitution (PEC 31, 2011), qui exige que le gouvernement fédéral compense la perte de revenus subie par les États et les municipalités en raison des exonérations fiscales pour les impôts dont les revenus partagés. Ainsi, le gouvernement peut continuer à promouvoir l'allègement de l'impôt, mais ne peut pas réduire les recettes fiscales des États et des municipalités sans leur consentement,.
À la fin d'octobre 2013, Neves a présenté un projet de loi pour transformer Bolsa Familia en une politique de l'État. Bien que cela ait été approuvé par le Congrès mais sanctionné par le président Dilma, le projet de loi engage Bolsa Familia envers les Fonds national d'assistance sociale, ce qui permet d'assurer le maintien de l'avantage, peu importe qui est au pouvoir.
En avril 2011, dans une de ses déclarations, le sénateur Neves a mis en valeur les « chemins de l'opposition », a critiqué les 100 premiers jours du gouvernement de Dilma Rousseff et l’équilibre des huit années du gouvernement de Luis Inácio Lula da Silva.''coragem, responsabilidade e ética'' Dans un discours prononcé en février 2013, Neves a parlé de 13 échecs du gouvernement PT.
En tant que député et sénateur, Neves a été élu comme étant l'une des « têtes du Congrès » dans une liste établie par le ministère de la consultatif parlementaire. Selon l'organisation, les têtes sont "les parlementaires qui peuvent se différencier des autres par l'exercice de toutes ou quelques qualités et compétences."

### Élection au poste de gouverneur en 2002

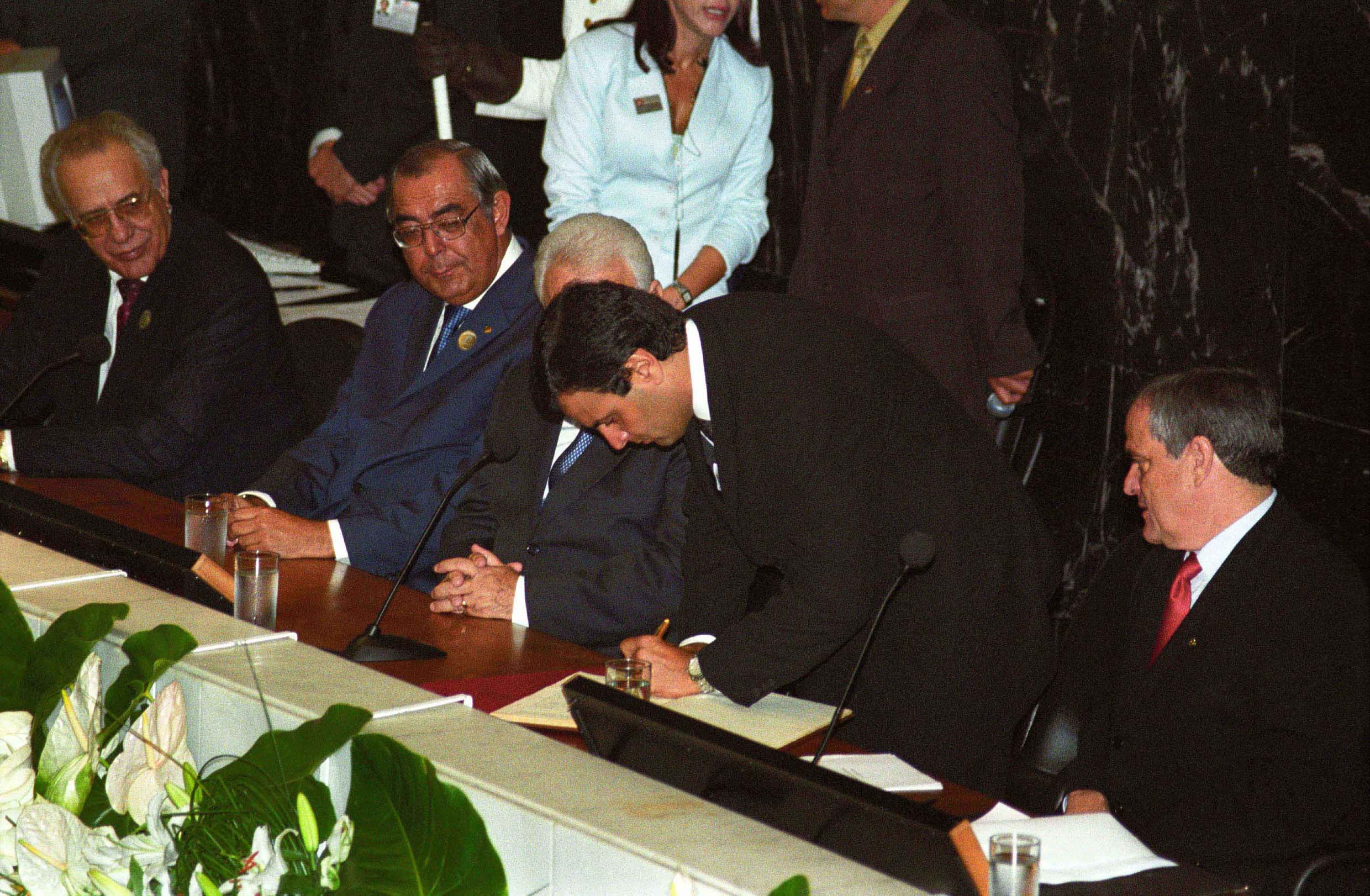
Aécio Neves, gouverneur de Minas Gerais, le 1er janvier, 2003.

Le 18 juin 2002, le gouverneur Itamar Franco a refusé de participer à la réélection et au soutien de Neves en tant que candidat. La coalition de Neves se compose de neuf parties. Il a été confié à PFL de colistier avec Clésio Andrade (PFL), le président de la Confédération nationale des Transports. Les principaux concurrents d’Aécio étaient le membre du Congrès Nilmário Miranda, PT et l'ancien gouverneur Newton Cardoso, du PMDB.
Le 6 octobre 2002, Neves a été élu gouverneur de Minas Gerais au premier tour. Il a été la première personne à être élu au premier tour dans l'histoire de Minas Gerias avec 5 282 043 voix (57,68 %), ce qui a été le nombre de votes le plus élevé dans l'histoire de l'état,.

### Élection au poste de gouverneur en 2006
Le 28 mars 2006, Aécio Neves a annoncé sa candidature pour la réélection. Avec sa réélection, Neves est devenu le deuxième gouverneur le plus ancien dans l'histoire de l'État. La coalition en 2006 de Neves a été nommé "Minas Não Pode Parar" et était composé de dix parties. Son colistier était le sous-gouverneur Antonio Anastasia, également du PSDB.
Lors d'une élection tenue le 1er octobre, Neves a été réélu gouverneur de Minas Gerais réélu avec 7 482 809 voix (73,03 %).

## Gouverneur de l'État de Minas Gerais
Cette section est promotionnelle ou publicitaire (août 2023). Considérez son contenu avec précaution et/ou discutez-en.
Neves a travaillé sur la réforme administrative pour équilibrer les comptes publics. Il a réduit le nombre de services de l'État de 21 à 15. Les 447 départements et 1 326 postes qui avaient été déposés sans admission officielle ont été résiliés. Des baisses ont été réalisées sur les salaires du gouverneur, du vice-gouverneur et du secrétaire d'État. L'adoption du commerce électronique sur Internet fait également partie des mesures prises à ce moment-là. Il a également créé le Collège du Management du gouvernement, dans laquelle tous les ministères participent chaque mois.
Ces mesures ont réduit les dépenses et ont réorganisé l’appareil institutionnel de l'État. Il a également mis en œuvre de nouvelles mesures de gestion grâce à la participation de tous les organes et organismes de l'État.
En février 2003, Aécio Neves s'est rendu à Washington DC avec son équipe économique afin d'établir des contacts avec des représentants de diverses organisations internationales pour ainsi accroître l'investissement étranger dans le Minas Gerais. Après quatorze ans de dette, le gouvernement fédéral a reconnu l'équilibre des comptes de l'État et a autorisé le gouvernement de Minas Gerais à rehausser les fonds de l'étranger dès 2005.
En 2006, le gouvernement de Neves a payé toutes les dettes en retard du travail de l'État, en payant la valeur de 292 080 000 R$ de 2003 à 2006,,,.
En mai 2008, la Banque mondiale a approuvé un prêt de 976 millions R$ à l'État. La Banque mondiale a choisi Minas Gerais pour être son premier partenaire dans le monde à recevoir des fonds sans charge financière. La contrepartie proposée par l'État était son engagement à atteindre les objectifs dans les domaines tels que l'éducation et la santé.

### Développement social
Parmi les programmes sociaux mis en œuvre par Aécio, il y a le Projet de lutte contre la pauvreté en milieu rural. Il est développé avec un financement total de 70 millions de dollars, divisé en deux versements de 35 millions de dollars, de la Banque mondiale. Selon des informations publiées dans Agência Mineira, le projet couvre 188 communes dans le Nord de Minas Gerais et dans les districts de Vale do Jequitinhonha, Vale do Mucuri, Vale de São Mateus et une partie de la région du Centre, qui sont des zones avec le plus faible indice de développement humain de l'État. L'objectif du projet est d'améliorer les revenus et la qualité de vie de la population rurale. Les communautés sont responsables de l'organisation et de la définition de ses priorités. Les projets vont de la construction de jardins d'enfants à la création d'associations d'artisanat ou des exploitations piscicoles.
Du lancement du projet en 2006 jusqu'à juin 2008, 1 283 accords correspondant à 28 millions de dollars ont été signés. 74 600 familles en ont bénéficié,.
Neves a lancé le Programme de la Jeunesse d'épargne de mars 2007 avec l'objectif de soutenir 50 000 élèves du secondaire du système de l'État qui vivent dans des zones à haut risque social d'ici 2010. Chacun de ces étudiants reçoivent une somme de 3,000 R $ à la fin de la troisième année de l'école secondaire. Cette somme peut être utilisée pour leur carrière professionnelle, comme décrit le site officiel du programme d'épargne- jeunesse par le Secrétariat de la planification et de la gestion d'état de Minas Gerais.
Pour recevoir l'argent, les diplômés du secondaire doivent prendre une série d'engagements sur le rendement scolaire, tels que sur la participation, sur les bonnes notes, et sur le comportement personnel. Ils ne peuvent pas, par exemple, s'engager dans des activités criminelles et doivent effectuer des travaux communautaires. Les élèves participent à des activités culturelles, professionnelles et parascolaires assistés par des psychologues et des travailleurs sociaux.
Plus de 30 000 étudiants ont participé au programme et ont reçu des cours d'anglais, d'informatique et de formation professionnelle.

### Transport
Le gouvernement de Neves a créé le Programme de Pavage des Liens et d'Accès pour les Routes en 2004 avec ses propres ressources et avec le financement de la Banque Interaméricaine de Développement. Le programme comprenait le pavage d'accès à 225 municipalités qui avaient été reliées uniquement par des chemins de terre. Les principaux objectifs du programme sont le fait d'améliorer l'infrastructure des municipalités, de favoriser le développement économique et social des villes retenues et d’améliorer la qualité de vie des personnes en facilitant leur accès aux services et aux marchés régionaux.
Proacesso reçu 840 000 000 R$ dans les fonds de la caisse de l'État. Environ 60 % des communes se retrouvent dans les régions de Jequitinhonha, Mucuri et Rio Doce, du Nord et du Nord-Ouest du Minas Gerais. Environ 88 % des villes ont moins de 10 000 habitants et 97 % ont des indices de développement humain inférieurs à la moyenne pour Minas Gerais. Sur les 219 municipalités participantes, 212 sont accessibles par des routes pavées.
En huit ans, assez de routes ont été pavées pour correspondre à la moitié de toutes les routes pavées construites dans l'histoire de l'État. À la fin de 2005, on a commencé à construire Linha Verde, une station de métro dans la région métropolitaine au nord de Belo Horizonte. Les travaux ont été achevés en 2008 sur l'axe nord de Belo Horizonte et sur dix communes de son agglomération.

### Ville administrative de Tancredo Neves
La ville administrative Tancredo Neves a été construite pour être le nouveau siège de gouvernement de l'État et a été inauguré par Neves le 4 mars 2010, sur ce qui aurait été le 100e anniversaire de Tancredo Neves. L'ensemble de cinq bâtiments a été conçu par Oscar Niemeyer et est situé sur le terrain de l'ancien hippodrome Serra Verde sur la frontière des communes de Belo Horizonte, Vespasien et Santa Luzia,.
La ville administrative de Tancredo Neves concentre en un seul endroit tous les ministères et organismes de l'État, ainsi que ses 16 000 employés. Sa situation favorise également le développement de la région du Nord de Belo Horizonte et des communes voisines, et permet d'attirer des investissements publics et privés ainsi que de créer davantage de possibilités pour la population,.
Avec une superficie de 265 mètres carrés, le complexe comprend le Palais Tiradentes, où est basé le bureau du gouverneur, deux bâtiments pour les ministères et d'autres organismes, et un centre communautaire avec des restaurants, des magasins, des banques, et un auditorium de 490 places. La Ville administrative est accessible via la Linha Verde.
Le projet a été construit avec des fonds de la Société de développement économique du Minas Gerais, une société d'État financée par les redevances minières.

### Parcours culturel de Praça da Liberdade
Le gouvernement de Neves a également construit le parcours culturel de Praça da Liberdade, qui est l'une des plus grandes attractions touristiques de Belo Horizonte. Avec le passage des secrétaires d'État de Minas Gerais dans la ville administrative, les bâtiments historiques situés autour de la Praça da Liberdade ont été rénovés et restauré et abritent aujourd'hui le parcours culturel de Praça de Liberdade. La région a des musées, des salles pour les ateliers, cafés, restaurants et boutiques.
Le bâtiment de Connaissances spatiales TIM UFMG abrite un planétarium et un observatoire. Le Musée de l'exploitation minière et des métaux sont installés dans les anciens bâtiments du presbytère de l'UEMG (université de Minas Gerais) et du département d'État de l'Éducation, respectivement.
Le palais de la Liberdade a été restauré avec le soutien de l'Institut Oi Futuro. Le palais Liberdade peut être visité le dernier dimanche de chaque mois, et a abrité une exposition multimédia qui remémore la présence des ex- gouverneurs dans cet espace. Les portraits commémoratifs de Vale de l'histoire et de la culture de Minas Gerais. Le centre culturel de Banco do Brasil est un espace pour les expositions et le Centre Cemig d’art populaire expose l'art de Minas Gerais. La bibliothèque de l'État public Luiz de Bessa, le musée Mineiro, les Archives publiques Mineiro et le Centre de Tourisme de soutien Tancredo Neves aussi connu comme Edificio da Rainha Sucata font également partie du parcours.

### Gestion de choc
L'un des aspects principaux du gouvernement d'Aécio Neves est la « gestion de choc », un ensemble de mesures permettant au gouvernement de réduire ses dépenses de fonctionnement et d'investir davantage pour le peuple. Pour ainsi réduire les coûts et moderniser l'appareil institutionnel de l'État, de nouveaux modèles de gestion ont été pris en place. À long terme, la gestion de choc vise à améliorer la qualité et la productivité des organismes publics de l'État. Le programme prévoit aussi des investissements pour la formation des fonctionnaires de l'État et l'adoption de nouveaux modèles de gestion, visant à améliorer les services aux citoyens,.
John Briscoe, directeur de la Banque mondiale entre 2005-2008, a déclaré dans un article publié en octobre 2013 dans le journal Correio Braziliense sur la gestion de choc "Les premiers résultats ont été spectaculaires et tout le monde à Washington a été impressionné. Le gouvernement de Neves a été félicité pour son programme, ce qui a montré la possibilité de politiques fondées sur les résultats."
Après quatorze années, le gouvernement fédéral a reconnu l'équilibre des comptes de l'État et a autorisé le gouvernement de Minas Gerais à rechercher des investissements étrangers dès 2005, selon un communiqué de la Banque interaméricaine de développement. En raison de l'état d'avancement du programme de gestion de choc, en 2008, la BID a offert un prêt à l'État, compte rendu du magazine Veja et du journal Valor Econômico.
Alors que certains membres de l'opposition ont émis des réserves sur la gestion de choc dans le Minas Gerais, l'un des principaux inventeurs de cette politique, le professeur Vicente Falconi a été de plus en plus demandé pour appliquer les principes du programme dans d'autres domaines de l'administration publique. L'aide de Falconi a également été demandé par l'ancien président Luiz Inacio Lula da Silva, compte rendu du journal Valor Economico publié le 28 juillet 2004 et d’un entretien avec le magazine Epoca.

### Fonctionnaires
L'un des piliers de la gestion de choc est la reconnaissance des fonctionnaires. Le gouvernement de Neves a réformé le système de salaires des fonctionnaires et rétabli les bonus de Noël pour les employés du gouvernement. Neves a également favorisé la mise en œuvre des plans de carrière et 100 millions R$ en fonds pour salaires impayés ont été débloqués. La gestion de choc cherche à améliorer la stabilité de l'emploi de la fonction publique et la rétention des employés promus.

### Sécurité publique
De 2003 à 2008, la criminalité dans le Minas Gerias a chuté de 36 %. Les plus fortes baisses ont été observées dans la capitale de Belo Horizonte (52 %) et dans sa zone métropolitaine (51 %). Au cours de la même période, le gouvernement de l'État a budgetisé 22 milliards R$ pour la sécurité publique.
Le gouvernement de l'État a embauché de nouveaux policiers, des militaires et des pompiers par des examens de la fonction publique. En 2003, le nombre de nouveaux véhicules pour les militaires, la police civile et les pompiers est passé de 7068 à 1307. Le poste de gardien de prison a été créé et il y a eu une augmentation de 400 % du nombre de gardiens de prison entre 2003 et 2009. Au total, le nombre d'agents travaillant dans la sécurité dans le Minas Gerais est passé de 49400 en 2003 à 60832 en 2009.
En 2003, Neves a créé Stay Alive, un programme qui a pour but la réduction des homicides dans l'État. Chaque année, 13 000 élèves à risque élevé et des jeunes adultes des régions ayant le plus d'homicides dans tout l'État participent à ce programme. Dans les endroits où le programme est utilisé, les taux d'homicides ont chuté de plus de 50 %. Le programme met l'accent sur des ateliers liés au sport, à la culture, à l'inclusion et à la communication pour détourner les jeunes de la criminalité.
Le 21 janvier 2009, le gouvernement de l'État a inauguré le Centre de référence pour les femmes enceintes en prison, construite en Vespasiano in MG,. C'est la première prison du pays qui accueille les détenues enceintes et leurs bébés jusqu'à ce qu'ils aient un an d’âge.
Aécio Neves a fait construire la première prison du pays construite et administrée par un partenariat public-privé. L'unité I du complexe pénitentiaire se trouve à Ribeirão das Neves, région métropolitaine de Belo Horizonte, et a été inauguré le 28 janvier 2013. Neves a également encouragé le renforcement de l'APAC (Association pour la protection et assistance aux condamnés), organisée en partenariat avec la Cour l'État. Son but est de prévenir la récidive et d'offrir des options alternatives de reprise pour les condamnés.

### Santé publique
Le gouvernement de Neves a créé des programmes pour les services de santé publique offerts à la population globale. En 2012, selon le gouvernement fédéral d'IDSUS, Minas Gerais a le meilleur système de soins de santé dans toute la région du sud-est du Brésil.
Un tel programme était le Pro-Hosp, qui a régionalisé la santé publique dans le Minas Gerais et distribué des investissements dans tout l'État. Plus de 470 000 000 R$ ont été investis dans 108 municipalités de Minas Gerais.
En octobre 2003, le Rede Viva Vida, un programme visant à réduire le taux de mortalité infantile et maternelle, a été créé dans le Minas Gerais. Le programme a établi Viva la Vie et Maisons de soutien pour la grossesse. Il a vu une réduction de la mortalité infantile de 17 %, soit de 17,6 à 14,6 décès pour mille naissances, de 2003 à 2008,. Deux mille nouvelles équipes du Programme de santé familiale ont été mises en œuvre par la Santé au Programme d'Accueil, soit un total de 4009 équipes, en plus de la construction, de l'agrandissement et de la rénovation de 1634 UBS - les unités de santé de base. En outre, 997 véhicules sanitaires ont été achetés.
Le gouvernement a également mis en œuvre le programme des Pharmacies de Minas Gerais, qui a augmenté l'accès à la médecine de soins primaires. Entre 2003 et 2009 2,06 milliards R $ ont été investis dans la distribution de médicaments. Par la suite, le programme a commencé à lancer des accouchements à domicile pour les patients atteints de maladies chroniques.

### Éducation
En 2003, le Minas Gerais a été le premier État du Brésil à mettre les enfants de six ans à l'école et à proposer une année de plus dans l'enseignement primaire dans les écoles publiques.
En 2005, le programme des étudiants à temps plein a été créé, desservant plus de 105000 étudiants. Le gouvernement a également créé des programmes tels que L'École Vivante et la Communauté active, se concentrant sur le renforcement des écoles dans les zones urbaines avec des populations socialement vulnérables qui sont soumis à des niveaux de violence. L'École Vivante et la Communauté Active a servi plus de 450 000 étudiants,.

### Taux d'approbation du gouvernement
Le taux d'approbation de Neves est resté élevé tout au long de son mandat en tant que gouverneur de Minas Gerais. Dans une recherche menée par l'Institut Datafolha en juillet 2006, 21 % des personnes ayant répondu ont donné la meilleure note à son gouvernement. En mars 2009, 77 % des répondants considèrent que son gouvernement était soit excellent ou soit bon. Le même sondage a montré que 5 % des répondants pensaient que son administration avait été mauvaise ou très mauvaise. Ce taux d'approbation a été réalisé sur les gouverneurs brésiliens dans leurs États respectifs.

## Président national du PSDB

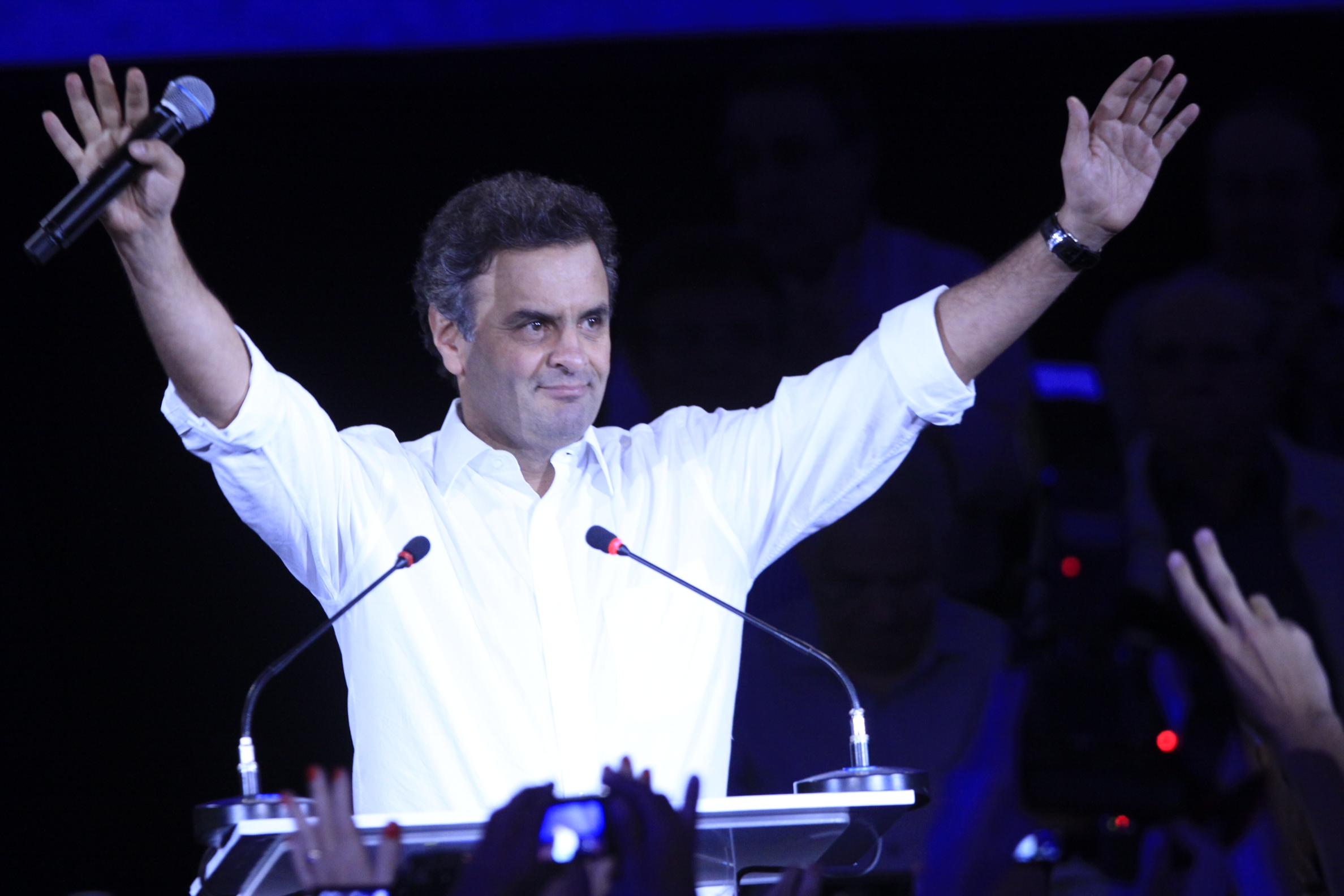
Président national du PSDB en 2013.

Le 18 mai 2013, Aécio Neves a été élu président national du PSD, remplaçant le membre du Congrès Sérgio Guerra. La Convention qui a élu Neves a été l'une des plus importantes dans l'histoire du parti, avec plus de 4000 membres présents. Neves a été élu avec 97,3 % des voix. Il démissionne de la présidence du parti en 2017 en raison des affaires de corruption le concernant.

## Élection présidentielle de 2014
Lors du premier tour de l'élection présidentielle, le 5 octobre 2014, il a obtenu 33,55 % des votes, éliminant à Marina Silva et sera présent au second tour contre Dilma Rousseff.
Au second tour, il est battu de justesse par la présidente sortante, réunissant 48,36 % des suffrages et 51 millions de voix.

## Accusations de corruption
En mai 2016, la justice brésilienne ouvre une enquête à l’encontre de Neves portant sur des soupçons de pots-de-vin perçus dans le cadre de l'affaire Petrobras et sur la possession d’un compte bancaire secret au Liechtenstein.
En avril 2017, il est impliqué dans le scandale politico-financier Odebrecht (pour financer illégalement des campagnes électorales ou enrichissement personnel) qui touche un grand nombre de personnalités de droite et de gauche au Brésil. Il est accusé d'avoir détourné 10 millions d'euros. Il est également accusé de tentatives d'entrave au déroulement d’enquêtes sur des détournements de fonds.
En mai 2017, Neves est destitué après la parution d'un enregistrement où il réclamait plusieurs centaines de milliers de dollars à une entreprise pour couvrir ses frais de justice.

## Vie personnelle
Neves a été marié à l'avocate Andrea Falcão de 1991 à 1998 avec qui il a une fille, Gabriela Falcão Neves (née en 1991).
Neves est maintenant marié à Leticia Weber (née à Panambi en 1979), un ancien mannequin de vingt ans sa cadette. Ils ont officialisé leur mariage le 9 octobre 2013, lors d'une cérémonie privée à Rio de Janeiro. Ils ont deux enfants : Bernardo et Julia Weber Neves (nés le 7 juin 2014).
Sa sœur Andrea Neves, également membre du PSDB, et son cousin Frederico Pacheco sont arrêtés le 18 mai 2017 dans le cadre de l'opération Lava Jato.

## Prix et distinctions
Le 13 novembre 2008, Neves a été nommé commandeur de la Légion d'honneur,. Il a été répertorié comme l'un des 100 Brésiliens les plus influents pour les années 2008, 2009, 2010, 2011, et 2012 par le Magazine Epoca.